# Río Curibaya
Der Río Curibaya ist der 28 km lange linke Quellfluss des Río Locumba (Río Salado) im äußersten Süden von Peru in der Provinz Jorge Basadre der Region Tacna.

## Flusslauf
Der Río Curibaya wird vom Sickerwasser der Laguna Aricota unterhalb deren natürlichen Damms gespeist. Der Río Curibaya passiert den Distrikthauptort Curibaya und durchfließt im Anschluss ein Gebirgstal der peruanischen Westkordillere in westsüdwestlicher Richtung. Er trifft schließlich auf einer Höhe von etwa 1090 m nahe Ticapampa auf den von Nordosten heranfließenden Río Ilabaya und vereinigt sich mit diesem zum Río Locumba, dessen oberer Flussabschnitt auch Río Salado heißt. 

## Einzugsgebiet
Der Río Curibaya entwässert ein Areal von etwa 1480 km². Das Einzugsgebiet umfasst neben dem Flusstal des Río Curibaya auch das etwa 1280 km² große Einzugsgebiet der Laguna Aricota. Das Einzugsgebiet des Río Curibaya grenzt somit im Westen an das des Río Ilabaya, im Nordwesten an das des Río Moquegua, im Norden an das des Río Tambo, im Nordosten an die Einzugsgebiete von Río Ilave und Río Maure sowie im Osten an das des Río Sama.

## Hydrologie
Das Wasser der Laguna Aricota wird zum Teil zur Stromgewinnung genutzt. Es wird über Tunnel und künstliche Kanäle den Wasserkraftwerken im Flusstal des Río Curibaya zugeführt. Erst am unteren Ende der Kraftwerkskaskade erreicht das Wasser das Flussbett des Río Curibaya.